# 게임 & 워치
게임 & 워치(영어: Game & Watch, 일본어: ゲーム&ウオッチ)는 닌텐도가 1980년부터 1991년까지 출시한 닌텐도 최초의 휴대용 게임기이다. 게임 개발자 요코이 군페이가 개발한 게임&워치는 액정 디스플레이에서 시계 및 알람과 함께 하나의 게임을 제공한다. 대중적으로 크게 성공한 최초의 닌텐도 제품으로 알려져 있다. 서독과 오스트리아에서는 트리코트로닉(Tricotronic)이란 이름으로 수출된 바 있다.

## 개요
게임 & 워치의 게임은 본체에 내장된 롬(ROM)에 기억되어 있으므로 후에 발매된 게임보이나 패밀리 컴퓨터처럼 게임 카트리지의 교환으로 다른 게임을 실행하는 것이 불가능했다. 게임을 하지 않는 동안에는 알람 기능이 탑재된 시계로써 사용할 수 있다. 상당수의 게임에서는 저난도의 GAME A와 고난도의 GAME B, 2단계의 난이도 중에서 선택하여 게임을 할 수 있었다. 이 게임기는 카트리지형이 아닌 LSI형이므로 버추얼 콘솔에서 실행되지 않는다.

## 개발
1979년 닌텐도의 개발자인 요코이 군페이가 신칸센 안에서 계산기의 버튼을 이것저것 눌러보고 있는 사람을 보고 심심풀이로 놀 수 있는 소형 게임기의 아이디어를 생각한 것이 탄생의 계기였다.
개발 당시에는 회사원 등의 성인이 출퇴근할 때 지하철에서 간단하게 즐기는 것을 목적으로 와이셔츠의 주머니에 들어가는 크기로 만들어졌고 게임의 내용도 간단하였다. 그러나 발매 후 초등학생과 중학생이 주된 구매층이 되었기 때문에 그 후에는 대상을 변경, 보다 게임성을 중시하여 개발이 진행되었다. 누구라도 즐길 수 있는 단순함과 간편함이 사회 현상으로 발전하여 일본 내 1,287만 개의 판매 기록을 가지고 있다.
비슷한 시기에 닌텐도의 개발자 우에무라 마사유키가 좀 더 높은 사양의 게임기를 구상하였으나 비용 문제 등을 해결하지 못해 개발에 착수되지 못했다. 이 구상은 훗날 게임보이로 구체화하게 되었다.
공동 개발에 참여한 샤프는 이미 광선총 개발 시기에서부터 협력해왔으며 이후 패밀리 컴퓨터, 게임보이, 슈퍼 패미컴 등의 기술 제휴를 맺었으며, 샤프가 제작한 트윈 패미컴, 패미컴 텔레비전 C1과, 샤프의 PC의 영향으로 Hu-BASIC, 디스크 시스템을 패미컴에 받아들이기도 하였다. 훗날 닌텐도 DS의 개발에도 기여하였다.

## 하드웨어
게임&워치의 액정 화면은 캐릭터나 동적인 오브젝트들이 계산기처럼 액정에 전체적으로 미리 표기한 것을 출력하는 형태였다. 골드 시리즈 이후에는 배경이나 정적인 오브젝트는 액정이 아닌 액정의 전면에 컬러 스크린을 붙여 표현하였다. 이후 화면을 약 1.7배 넓힌 와이드 스크린, 닌텐도 DS 형태로 반으로 접는 식의 멀티스크린 등으로 발전해 나갔다. 일부 모델에서는 스누피나 미키마우스 등 타사의 캐릭터를 사용한 것도 있었다.
컨트롤러는 초기에는 좌우에 있는 원형의 버튼 2개로만 조작하였으나 게임이 계속 발매되면서 다양한 이동 버튼 등으로 발전해 나갔다.
멀티스크린 동키콩은 처음으로 십자키를 선보인 게임기이다. 지금까지 게임기의 컨트롤러라고 하면 동그랗거나 네모난 버튼이나 스틱 형태의 레버 정도였지만, 십자키는 엄지손가락만으로 4방향의 키를 누르는 획기적인 조작성으로 그 후의 게임기의 표준이 되었다.

## 시리즈
가격은 발매 당시 일본 국내의 가격을 표기하였다.
- 실버 시리즈 (1980년, 5,800엔)
본체 전면이 은빛으로 첫 모델의 시리즈이다. '실버 시리즈'라는 명칭은 '골드 시리즈'가 발매되면서 부여되었다.
- 골드 시리즈 (1981년, 5,800엔)
본체 전면이 금빛으로 알람 기능과 스탠드가 장착.
- 와이드 스크린 (1981년, 6,000엔)
화면 크기가 1.7배 넓어짐. 모드 버튼도 화면 하단에서 오른쪽 상단으로 옮겨졌다.
- 멀티 스크린 (1982년, 6,000엔)
닌텐도DS 같은 반으로 접히는 형태로 해외 발매를 포함, 게임이 가장 많다.
- 뉴 와이드 스크린 (1982년, 4,800엔)
와이드 스크린의 후기 발매 시리즈.
- 컬러 스크린 테이블 탑 (1983년, 7,800엔)
고정식으로 빛을 거울에 반사하여 조명으로 사용, 컬러 액정 표시를 실현하였다.
- 파노라마 스크린 (1983년, 6,000엔)
컬러 스크린 테이블 탑을 휴대 가능한 크기로 만든 개량형.
- 슈퍼 컬러 (1984년, 6,000엔)
세로로 긴 형태로 컬러 필름을 통해 컬러로 표시한다. 게임 수는 2가지만 출시되었다.
- 마이크로 시스템vs (1984년, 6,000엔)
가로를 늘린 형태로 2개의 컨트롤러가 붙어 대전을 할 수 있다.
- 크리스털 스크린 (1986년)
해외에서만 발매가 되었다. 액정의 반사판이 없고 화면이 투명하다.
- 미니 클래식 (1998년)
크리스털 스크린처럼 해외에서만 발매가 되었으며, 열쇠고리 크기로 만든 복각판이다. 멀티 스크린 형태도 있다.
- Game&Watch 슈퍼 마리오브라더스 (2020년, 대한민국 기준 59,800원)
슈퍼 마리오 35주년 기념으로 발매되었다. 슈퍼 마리오브라더스, 슈퍼 마리오 브라더스 2, 볼의 마리오 버전이 수록되었다.

## 그 외
당시에 유행한 비슷한 게임기로 게임 계산기 등이 있다. 또 닌텐도의 게임 앤 워치를 모방하여 반다이, 토미, 타카토쿠 토이즈로부터 많은 LSI 게임이 발매되기도 하였다.
해외에만 발매를 한 게임이 역수입되어 일본 내에서 발매되기도 하였다. 지금도 수집가들 사이에서는 비싼 값으로 판매되고 있다.
게임에 나오는 검은색의 캐릭터가 'Mr. Game & Watch'라는 이름으로 대난투 스매시브라더스 X, 대난투 스매시브라더스 for 닌텐도 3DS/Wii U, 슈퍼 스매시브라더스 얼티밋의 캐릭터로도 등장하였다.

## 같이 보기
- 게임 & 워치 게임 목록